# 더☆도라에몽즈 이상한 과자한 오카시나나?
이상한 과자 이상해는 도라에몽의 영화 중 하나인데, 극장판 도라에몽: 진구의 우주표류기와 극장판 도라에몽: 진구의 결혼전야의 동시 상영작이다. 이 영화는 1999년 3월 6일에 개봉되었다. 동시 상영작 중에서도 17분의 러닝타임을 가진, 대체로 짧은 편에 속한다.

## 목소리 출연
| 등장인물     | 성우              |
| ------------ | ----------------- |
| 도라에몽     | 오오야마 노부요   |
| 제도라       | 야마데라 카우이치 |
| 미니도라     | 사쿠마 레이       |
| El 마타도라  | 나카오 류세이     |
| 도라키드     | 난바 케이이치     |
| 킹소트       | 도미타 고세이     |
| 도라메드 III | 사토 마사하루     |
| 도라린호     | 스즈키 미에       |
| 니겐가       | 이와타 미츠오     |
| 왕도라       | 하야시바라 메구미 |
| 퀸슈거       | 이치조 미유키     |
| 도라라니코브 | 사쿠라이 토시하루 |
| 허니프린세스 | 탄게 사쿠라       |
| 바나나자매1  | 카와타 테이코     |
| 바나나자매2  | 미즈하라 린       |
| 코게로보1    | 쵸 타카시         |
| 코게로보2    | 치바 이신         |
| 코게로브3    | 이나다 테이츠     |